# Supercoppa olandese 2022 (pallavolo maschile)
La Supercoppa olandese 2022, 31ª edizione della Supercoppa nazionale di pallavolo maschile, si è svolta il 17 dicembre 2022: al torneo hanno partecipato due squadre di club olandesi e la vittoria finale è andata per la sesta volta al Lycurgus.

## Regolamento
La formula ha previsto una gara unica.

## Squadre partecipanti
| Squadra          | Qualificazione                           |
| ---------------- | ---------------------------------------- |
| Dynamo Apeldoorn | Vincitrice Eredivisie 2021-22            |
| Lycurgus         | Vincitrice Coppa dei Paesi Bassi 2021-22 |

## Torneo
| 17 dicembre 2022 Omnisport Apeldoorn, Apeldoorn Durata: ? - Spettatori: ? | Dynamo Apeldoorn | 2 - 3 | Lycurgus | 29-27, 21-25, 19-25, 25-18, 10-15 |